# Faroald I de Spoleto
Faroald I (sau Faruald) (d. 591 sau 592) a fost primul duce longobard de Spoleto
Faroald s-a înscăunat în perioada interregnum-ului care a urmat morții succesorului regelui Alboin din 574 sau 575. Faroald a condus pe longobarzi în Italia centrală, în vreme ce Zotto i-a stabilit în sudul Italiei.
În anul 579, Faroald a jefuit Classis, portul orașului Ravenna, aflat în stăpânirea bizantinilor. Undeva între 584 și 588, Classis a fost recucerit de către generalul Droctulf, aflat în serviciul exarhului de Ravenna.
Pentru conducerea ducatului de Spoleto, fiii lui Faroald au luptat până în 602, în final Theudelapi fiind învingător.